# Hohmad
Hohmad är en bergstopp i Schweiz.   Den ligger i distriktet Frutigen-Niedersimmental och kantonen Bern, i den centrala delen av landet, 27 km söder om huvudstaden Bern. Toppen på Hohmad är 2 075 meter över havet, eller 190 meter över den omgivande terrängen. Bredden vid basen är 3,4 km.
Terrängen runt Hohmad är kuperad åt nordväst, men åt sydost är den bergig. Runt Hohmad är det ganska glesbefolkat, med 22 invånare per kvadratkilometer.. Närmaste större samhälle är Thun, 10,9 km nordost om Hohmad. 
Omgivningarna runt Hohmad är en mosaik av jordbruksmark och naturlig växtlighet.